# Barville-en-Gâtinais
Barville-en-Gâtinais je francouzská obec v departementu Loiret v regionu Centre-Val de Loire. V roce 2011 zde žilo 321 obyvatel.

## Sousední obce
Batilly-en-Gâtinais, Beaune-la-Rolande, Boynes, Égry, Gaubertin, Givraines,

## Vývoj počtu obyvatel
Počet obyvatel